# Biografer i Jokkmokk
Biografer i Jokkmokk har funnit sedan början av 1900-talet. Det började byggas biografer, då benämnt kinematografer, i de större svenska städerna åren 1885–1905 men det dröjde omkring 10 år innan en biograf uppfördes i Jokkmokk. Inledningsvis visades filmer i det så kallade föreningshuset, senare i en skyttepaviljong som numer är riven. År 1935 byggdes Bio Norden, ritad av arkitekt E. G Kristiansson och förklarad som byggnadsminne. Bio Norden lades ner 2012. År 2022 fanns en biograf med 228 platser i Folkets hus i Jokkmokk.